# Agustín Codazzi (kommun)
Agustín Codazzi är en kommun i Colombia.   Den ligger i departementet Cesar, i den norra delen av landet, 600 km norr om huvudstaden Bogotá. Antalet invånare är 53 969.